# 마령중학교
마령중학교(馬靈中學校)는 대한민국 전북특별자치도 진안군 마령면 평지리에 있는 공립 중학교이다.

## 학교 연혁
- 1954년 5월 1일 : 마령중학교 설립인가(6학급)
- 1954년 10월 5일 : 마령중학교 개교
- 2022년 3월 1일 : 제25대 전병삼 교장 부임
- 2024년 2월 8일 : 제70회 졸업(총 5,116명)
- 2024년 3월 1일 : 전교생 10명 3학급 편성

## 참고 자료
- 마령중학교 - 한국교육학술정보원 학교알리미